# En el último piso
En el último piso es una película de Argentina en blanco y negro dirigida por Catrano Catrani según el guion de Conrado De Koller y Ariel Cortazzo que se estrenó el 7 de abril de 1942 y tuvo como protagonistas a Juan Carlos Thorry y Zully Moreno.

## Sinopsis
Por intentar mantener la apariencia millonaria, una joven pasa por una serie de enredos y encuentra un amor también millonario.

## Reparto
Participaron del filme los siguientes intérpretes:
- Juan Carlos Thorry: Julio Menditegui
- Zully Moreno: Ana María de los Llanos
- Miguel Gómez Bao: Severo/don Tiburcio de los Llanos
- Adrián Cúneo: Dr. Ramón Figueroa
- Rosa Martín: Leda Aldave
- César Fiaschi: Rogelio Aldave
- Darío Cossier
- Rosa Lind
- Luisa Moreno
- José Blanco
- Max Citelli: Coronel Gatillo
- Salvador Sinaí
- Fernando Lamas: extra
- Alicia Míguez Saavedra
- Ramón J. Garay: Edgardo Figueroa

## Comentarios
Manrupe y Portela consideran al filme una historia rosa de escaso interés, en tanto El Heraldo del Cinematografista declara que es excelente su faz técnica.
Calki en El Mundo escribió: 

«sobre una pequeña mentira se sostiene el castillo de naipes argumental… el director cumple su cometido con cierta lógica timidez… sin incurrir en fallas notables. Zully Moreno, figura nueva, de creciente prestigio, asume un tanto precipitadamente… el papel de protagonista».